# Застава Мјанмара
Застава Мјанмара је званично усвојена 21. октобра 2010. године и прати промену у називу државе из Унија Мјанмара у Савезна Република Мјанмар и избор нове химне, који су проистекли из новог устава који донет пред изборе на свим нивоима који су одржани 7. новембар 2010. године и који означавају транзицију државе из владавине војне хунте у цивилну државу.
Нова застава је заменила стару која је била у употреби, од проглашења социјалистичке републике од стране Не Вина, у периоду између 3. јануара 1974. и 21. октобра 2010. године.

## Опис заставе
Застава се састоји од три хоризонтална поља истих висина од којих је горње поље жуто, средње зелено и доње црвено. На средини заставе се налази, велика, бела петокрака звезда.
Жута броја симболизује солидарност, зелена мир, спокој и зеленило, а црвена храброст и истрајност. Бела петокрака звезда симболизује значај јединства савеза Мјанмар. 

### Опис заставе коришћене у период од 1974 до 2010.
Застава се састоји од црвеног поља са плавим квадратом у горњем левом углу. Унутар њега налази се зупчаник са стабљиком риже. Ти социјалистички симболи представљају раднике и сељаке. Зупчаник окружују 14 петокраких звезда које представљају административне дивизије Мјанмар.
Бела боја симболизује чистоћу, плава мир и интегритет, а црвена храброст.

## Историјске заставе Бурме/Мјанмара
- Застава Конбаунг династије (1752—1885)
- Застава Британске Бурме, као колоније у саставу Британске Индије (1824—1939)
- Застава Британске Бурме, као засебне колоније (1939—1943, 1945—1948)
- Застава државе Бурме (1943—1945)
- Застава Бурманске уније (1948—1974)
- Застава Социјалистичке Републике Бурманске уније (1974—1988), Застава Уније Мјанмара (1988—2010)
- Застава Савезне Републике Мјанмар (од 2010)